# Церова (Крупањ)
Церова је насеље у Србији у општини Крупањ у Мачванском округу. Према попису из 2022. године било је 747 становника.
Овде се налази Природни споменик Ковачевића пећина.

## Демографија
У насељу Церова живи 767 пунолетних становника, а просечна старост становништва износи 38,4 година (36,4 код мушкараца и 40,7 код жена). У насељу има 267 домаћинстава, а просечан број чланова по домаћинству је 3,61.
Ово насеље је великим делом насељено Србима (према попису из 2002. године).
|  |

| Демографија | Демографија | Демографија |
| Година      | Становника  | Становника  |
| ----------- | ----------- | ----------- |
| 1948.       | 1.375       |             |
| 1953.       | 1.493       |             |
| 1961.       | 1.469       |             |
| 1971.       | 1.356       |             |
| 1981.       | 1.237       |             |
| 1991.       | 1.070       | 1.062       |
| 2002.       | 965         | 978         |

| Етнички састав према попису из 2002.‍ | Етнички састав према попису из 2002.‍ | Етнички састав према попису из 2002.‍ | Етнички састав према попису из 2002.‍ | Етнички састав према попису из 2002.‍ |
| ------------------------------------ | ------------------------------------ | ------------------------------------ | ------------------------------------ | ------------------------------------ |
|                                      |                                      |                                      |                                      |                                      |
| Срби                                 | Срби                                 |                                      | 958                                  | 99,27%                               |
| Мађари                               | Мађари                               |                                      | 1                                    | 0,10%                                |
| непознато                            | непознато                            |                                      | 4                                    | 0,41%                                |

| Година пописа     | 1948. | 1953. | 1961. | 1971. | 1981. | 1991. | 2002. |
| ----------------- | ----- | ----- | ----- | ----- | ----- | ----- | ----- |
| Број домаћинстава | 202   | 210   | 226   | 240   | 254   | 254   | 267   |

| Број чланова      | 1  | 2  | 3  | 4  | 5  | 6  | 7  | 8 | 9 | 10 и више | Просек |
| ----------------- | -- | -- | -- | -- | -- | -- | -- | - | - | --------- | ------ |
| Број домаћинстава | 40 | 50 | 51 | 37 | 39 | 30 | 14 | 4 | 1 | 1         | 3,61   |

| Пол    | Укупно | Неожењен/Неудата | Ожењен/Удата | Удовац/Удовица | Разведен/Разведена | Непознато |
| ------ | ------ | ---------------- | ------------ | -------------- | ------------------ | --------- |
| Мушки  | 424    | 139              | 254          | 24             | 6                  | 1         |
| Женски | 372    | 35               | 250          | 84             | 3                  | 0         |
| УКУПНО | 796    | 174              | 504          | 108            | 9                  | 1         |

| Пол    | Укупно                    | Пољопривреда, лов и шумарство | Рибарство                            | Вађење руде и камена | Прерађивачка индустрија       |
| ------ | ------------------------- | ----------------------------- | ------------------------------------ | -------------------- | ----------------------------- |
| Мушки  | 270                       | 201                           | 0                                    | 0                    | 21                            |
| Женски | 122                       | 114                           | 0                                    | 0                    | 3                             |
| УКУПНО | 392                       | 315                           | 0                                    | 0                    | 24                            |
| Пол    | Производња и снабдевање   | Грађевинарство                | Трговина                             | Хотели и ресторани   | Саобраћај, складиштење и везе |
| Мушки  | 3                         | 25                            | 2                                    | 0                    | 3                             |
| Женски | 0                         | 0                             | 1                                    | 0                    | 0                             |
| УКУПНО | 3                         | 25                            | 3                                    | 0                    | 3                             |
| Пол    | Финансијско посредовање   | Некретнине                    | Државна управа и одбрана             | Образовање           | Здравствени и социјални рад   |
| Мушки  | 0                         | 3                             | 6                                    | 2                    | 0                             |
| Женски | 0                         | 0                             | 0                                    | 2                    | 0                             |
| УКУПНО | 0                         | 3                             | 6                                    | 4                    | 0                             |
| Пол    | Остале услужне активности | Приватна домаћинства          | Екстериторијалне организације и тела | Непознато            | Непознато                     |
| Мушки  | 1                         | 0                             | 0                                    | 3                    | 3                             |
| Женски | 2                         | 0                             | 0                                    | 0                    | 0                             |
| УКУПНО | 3                         | 0                             | 0                                    | 3                    | 3                             |